# 太田三郎 (外交官)
太田 三郎（おおた さぶろう、1905年4月5日 - 1978年7月19日）は、日本の外交官、政治家。初代公選横須賀市長を経て、駐ビルマ特命全権大使、駐ポーランド特命全権大使、駐オーストラリア特命全権大使を歴任した。

## 経歴

### 戦前
茨城県出身。1925年第五高等学校文科甲類卒業。1928年東京帝国大学法学部卒業、外務省入省。1930年任外交官補、英国在勤。1931年在シドニー領事館補。1937年在ソビエト連邦大使館三等書記官。1940年外務省欧亜局第三課長。1943年外務省調査局第三課長。

### 戦後
1945年8月ポツダム宣言による終戦受諾により終戦連絡中央事務局第三部長、9月2日、ミズーリの艦上での降伏文書調印式では日本側全権団随員で参列した。
1946年終戦連絡横須賀事務局長。1947年の第1回統一地方選挙で横須賀市長に当選。1949年運輸審議会委員。1954年外務省参与。1955年駐ビルマ特命全権大使。1957年駐ポーランド特命全権大使。1961年駐オーストラリア特命全権大使。1971年国際観光振興会会長。
1975年勲一等瑞宝章受章。1978年叙正三位。

## 親族
父は教育者の太田秀穂。外交官の太田一郎は兄。外交官の太田正己は弟。